# Attuś

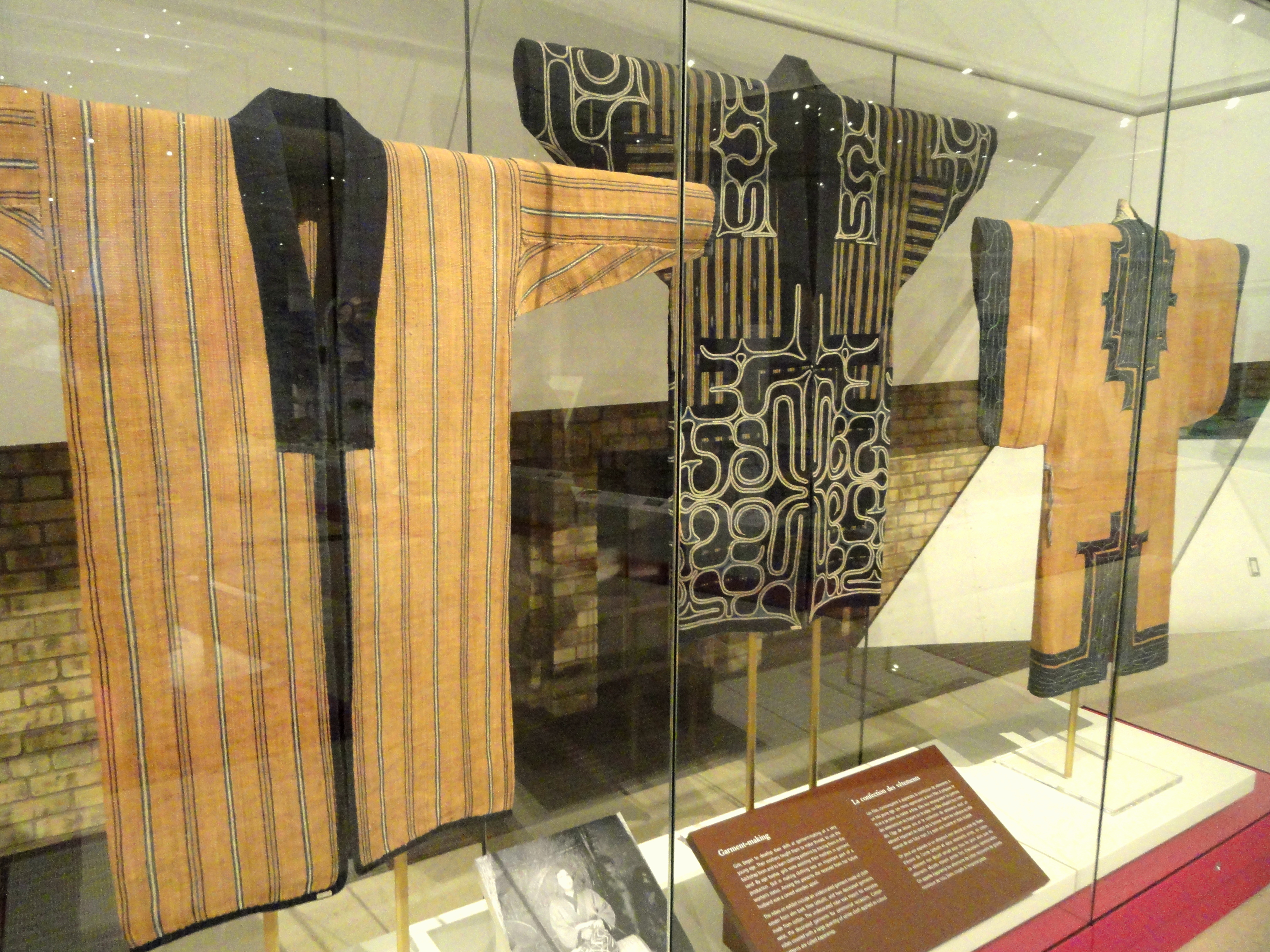
Attuś wystawione w Royal Ontario Museum w Toronto

Attuś – tradycyjny wierzchni strój ajnuski.
Był podobnym do kimona, długim do łydek strojem z rozciętymi rękawami. Przepasywano go paskiem. Tkany z włókna z wewnętrznej kory drzewa cikisani (wiąz japoński). Czasem zdobiony oryginalnym ornamentem zwanym moreu. Tą jego odmianę używano podczas świąt czy odwiedzin.
Noszono do niego specjalnie dobierane torby, skarpety, a także specyficzne okrycia na dłonie. Mężczyźni nie nosili pod attuś żadnego ubrania, kobiety wkładały jednoczęściową odzież spodnią.